# Roger Pingeon

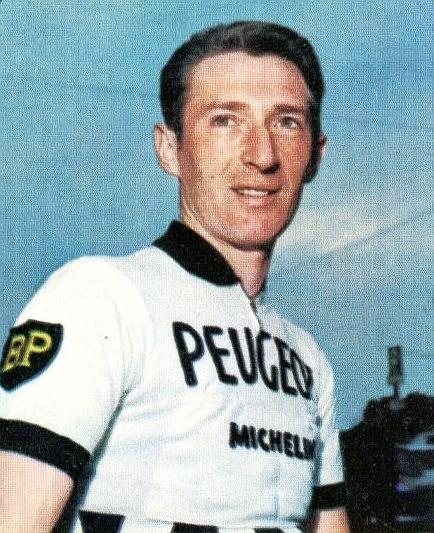
Roger Pingeon 1968.

Roger Pierre Pingeon, född den 29 augusti 1940 i Hauteville-Lompnes, död den 19 mars 2017 i Beaupont, var en fransk landsvägscyklist som var professionell från 1964 till 1974. Hans främsta meriter är totalsegrarna i Tour de France 1967 och Vuelta a España 1969. Han blev även tvåa totalt (16 minuter efter Eddy Merckx) i Tour de France 1969 och vann totalt fyra etapper i touren under karriären.

## Meriter
| 1964 Vinnare av Poly de Lyon 1965 2:a i Coppa Agostoni 5:a totalt i Critérium du Dauphiné Libéré 5:a i Grand Prix des Nations 7:a totalt i GP du Midi-Libre 9:a totalt i Circuit du Provençal 1966 2:a totalt i Critérium National de la Route Vinnare av etapp 2 4:a i Grand Prix des Nations 7:a i GP Lugano 8:a totalt i Tour de France 1967 Vinnare totalt av Tour de France Vinnare av etapp 5a 2:a totalt i GP du Midi-Libre 2:a i Circuit de l'Aulne 3:a i Genua-Nice 4:a i Super Prestige Pernod 4:a i GP de Monaco 5:a i Trofeo Baracchi (med Raymond Poulidor) 5:a i GP Lugano 6:a i Paris-Tours 7:a totalt i Escalada a Montjuïc 8:a totalt i Paris-Luxembourg Vinnare av etapp 2 1968 2:a i linjelopp vid Franska mästerskapen 3:a i Critérium National de la Route 5:a totalt i Tour de France Vinnare av etapperna 15 och 18 7:a i Liège-Bastogne-Liège 7:a totalt i Giro di Sardegna 9:a totalt i Tour de Luxembourg | 1969 Vinnare totalt av Vuelta a España Vinnare av etapperna 12 och 14b (ITT) Vinnare av Flèche enghiennoise 2:a totalt i Tour de France Vinnare av etapp 9 3:a totalt i Critérium du Dauphiné Libéré Vinnare av bergspristävlingen 6:a i Super Prestige Pernod 9:a totalt i Paris-Nice 10:a totalt i Escalada a Montjuïc 1970 2:a totalt i Critérium du Dauphiné Libéré 4:a i Critérium National de la Route 4:a i Tour du Haut Var 4:a i GP de Monaco 1971 3:a i Trofeo Baracchi (med Bernard Thévenet) 3:a i Coppa Agostoni 5:a i Grand Prix des Nations 10:a i Grand Prix d'Isbergues 1972 Vinnare av etapp 1 i Critérium du Dauphiné Libéré 2:a totalt i Tour de Suisse 5:a totalt i Tour de Romandie Vinnare av prologen 7:a totalt i Paris-Nice 9:a i Étoile de Bessèges 1974 Vinnare av Grand Prix de Plumelec 3:a i Trophée des Grimpeurs 5:a totalt i Critérium du Dauphiné Libéré 6:a i Critérium National de la Route |